# Centre interdisciplinaire de recherche appliquée au champ pénitentiaire
Le Centre interdisciplinaire de recherche appliquée au champ pénitentiaire (CIRAP) est un centre de recherche pluridisciplinaire français rattaché à l'École nationale d'administration pénitentiaire. Créé en 1999, il assure à la fois une mission de recherche scientifique appliquée au champ pénitentiaire et une mission d'enseignement auprès des personnels formés.

## Organisation
Le CIRAP est intégré à la direction de la recherche, de la documentation et des relations internationales (DRDRI) de l'École nationale d'administration pénitentiaire (Énap), créée en 1999 sous le nom de département de la recherche. Il fait partie du réseau d'organismes partenaires du Centre international de criminologie comparée (CICC) de l'université de Montréal et de l'université du Québec à Trois-Rivières. 
Il est dirigé depuis 2018 par Guillaume Brie, enseignant-chercheur en sociologie, dont les travaux portent notamment sur les fondements de la criminalisation des comportements pour en comprendre les dispositifs de prise en charge.

## Activités

### Recherche
L'activité de recherche du CIRAP est marquée par son caractère impliqué, qui permet de dépasser le clivage ordinaire entre la recherche appliquée et la recherche fondamentale en favorisant un dialogue entre chercheurs et personnels pénitentiaires. Celui-ci est favorisé par le positionnement du centre de recherche au sein d'une école de formation professionnelle, ce qui lui permet d'intervenir auprès des personnels en formation initiale et continue.  
La recherche menée par le centre présente également une interdisciplinarité singulière. L'analyse du champ pénitentiaire est ainsi menée à la fois par des juristes, des criminologues, des sociologues et des psychologues, tous enseignants-chercheurs.
Deux axes de recherche sont particulièrement développés :
- Dispositifs et discours (radicalisation, probation, etc.) ;
- Normes et acteurs (programmes d'accompagnement, publics spécifiques, etc.).

### Colloques
Parallèlement à son activité de recherche, le CIRAP organise régulièrement des colloques qui présentent souvent une dimension internationale. 

### Publications
Pour mettre en valeur les travaux des chercheurs et les rendre accessibles au personnel pénitentiaire ainsi qu'au public, le CIRAP édite périodiquement des publications scientifiques. La collection « Dossiers thématiques du CIRAP », qui connaît deux publications par an, a été créée en juin 2005 pour « proposer un cadre d'expression, de confrontation et de mutualisation tant des dispositifs innovants que des recherches développées au sein des métiers pénitentiaires ». Les Chroniques du CIRAP sont quant à elles des parutions trimestrielles de courts articles rédigés par les membres du laboratoire ou par des chercheurs extérieurs autour de thèmes d'actualité touchant l'administration pénitentiaire,.